# Кладаре
Кладаре (хорв. Kladare) — населений пункт у Хорватії, у Вировитицько-Подравській жупанії у складі громади Питомача.

## Населення
Населення за даними перепису 2011 року становило 467 осіб.
Динаміка чисельності населення поселення:

## Клімат
Середня річна температура становить 11,35 °C, середня максимальна – 26,27 °C, а середня мінімальна – -5,75 °C. Середня річна кількість опадів – 771 мм.
| Клімат поселення                              | Клімат поселення | Клімат поселення | Клімат поселення | Клімат поселення | Клімат поселення | Клімат поселення | Клімат поселення | Клімат поселення | Клімат поселення | Клімат поселення | Клімат поселення | Клімат поселення | Клімат поселення |
| Показник                                      | Січ.             | Лют.             | Бер.             | Квіт.            | Трав.            | Черв.            | Лип.             | Серп.            | Вер.             | Жовт.            | Лист.            | Груд.            |                  |
| Середній максимум, °C                         | 6,24             | 8,37             | 13,07            | 17,60            | 23,28            | 26,27            | 25,42            | 24,68            | 20,14            | 15,12            | 10,11            | 4,78             |                  |
| Середня температура, °C                       | 0,25             | 2,37             | 7,09             | 11,59            | 17,28            | 20,28            | 21,60            | 20,88            | 16,32            | 11,30            | 6,28             | 0,95             |                  |
| Середній мінімум, °C                          | −5,75            | −3,63            | 1,07             | 5,59             | 11,28            | 14,28            | 17,78            | 17,06            | 12,50            | 7,47             | 2,47             | −2,86            |                  |
| Норма опадів, мм                              | 44               | 40               | 48               | 61               | 73               | 88               | 76               | 78               | 68               | 63               | 76               | 56               |                  |
| Середньомісячна швидкість вітру, м/с          | 2.30             | 2.50             | 2.90             | 2.74             | 2.50             | 2.30             | 2.20             | 2.00             | 2.01             | 2.10             | 2.25             | 2.30             |                  |
| Середньомісячна сонячна радіація, кДж/м²·день | 4064             | 6872             | 10666            | 15181            | 19332            | 21315            | 22115            | 19487            | 14367            | 8935             | 4604             | 3330             |                  |
| --------------------------------------------- | ---------------- | ---------------- | ---------------- | ---------------- | ---------------- | ---------------- | ---------------- | ---------------- | ---------------- | ---------------- | ---------------- | ---------------- | ---------------- |
| Джерело:                                      |                  |                  |                  |                  |                  |                  |                  |                  |                  |                  |                  |                  |                  |